# The Village Vixen
The Village Vixen è un cortometraggio muto del 1912 diretto da George Melford e prodotto dalla Kalem

## Trama
Il carattere ombroso di Eva le ha guadagnato presso gli abitanti del villaggio la nomea di strega. Completamente diversa dalla madre, la bella Maud ha conquistato il cuore di un giovane e ricco agricoltore, Willis Harrison. Ma Eva non intende ragioni e ostacola il loro amore, rifiutando di ricevere Willis e respingendo anche Harrison, il padre del ragazzo, che le aveva chiesto, inutilmente, il motivo dei suoi pregiudizi. Maud, allora, scrive alla madre, annunciandole che, non potendo rinunciare al suo amore, lascerà la casa materna per andare con Willis. Dapprima sdegnata, quindi preoccupata, Eva si mette alla ricerca della figlia, accusando Harrison di essersi reso complice della fuga dei due innamorati. La comparsa di Willis, però, sta a dimostrare che non è scappato con Maud. Tornata a casa, Eva ripensa a come si è comportata con la figlia, cominciando a pentirsi del proprio atteggiamento. Così, quando rivede Maud, il loro sarà un incontro tra una madre affettuosa e una figlia felice. Willis, dal canto suo, potrà finalmente frequentare senza problemi la casa della fidanzata.

## Produzione
Il film, prodotto dalla Kalem Company, fu girato a Glendale, in California.

## Distribuzione
Distribuito dalla General Film Company, il film - un cortometraggio di una bobina -  uscì nelle sale cinematografiche USA il 4 ottobre 1912. La Moving Pictures Sales Agency lo distribuì il 4 dicembre 1912 nel Regno Unito.